# HC Energie Karlovy Vary (junioři)

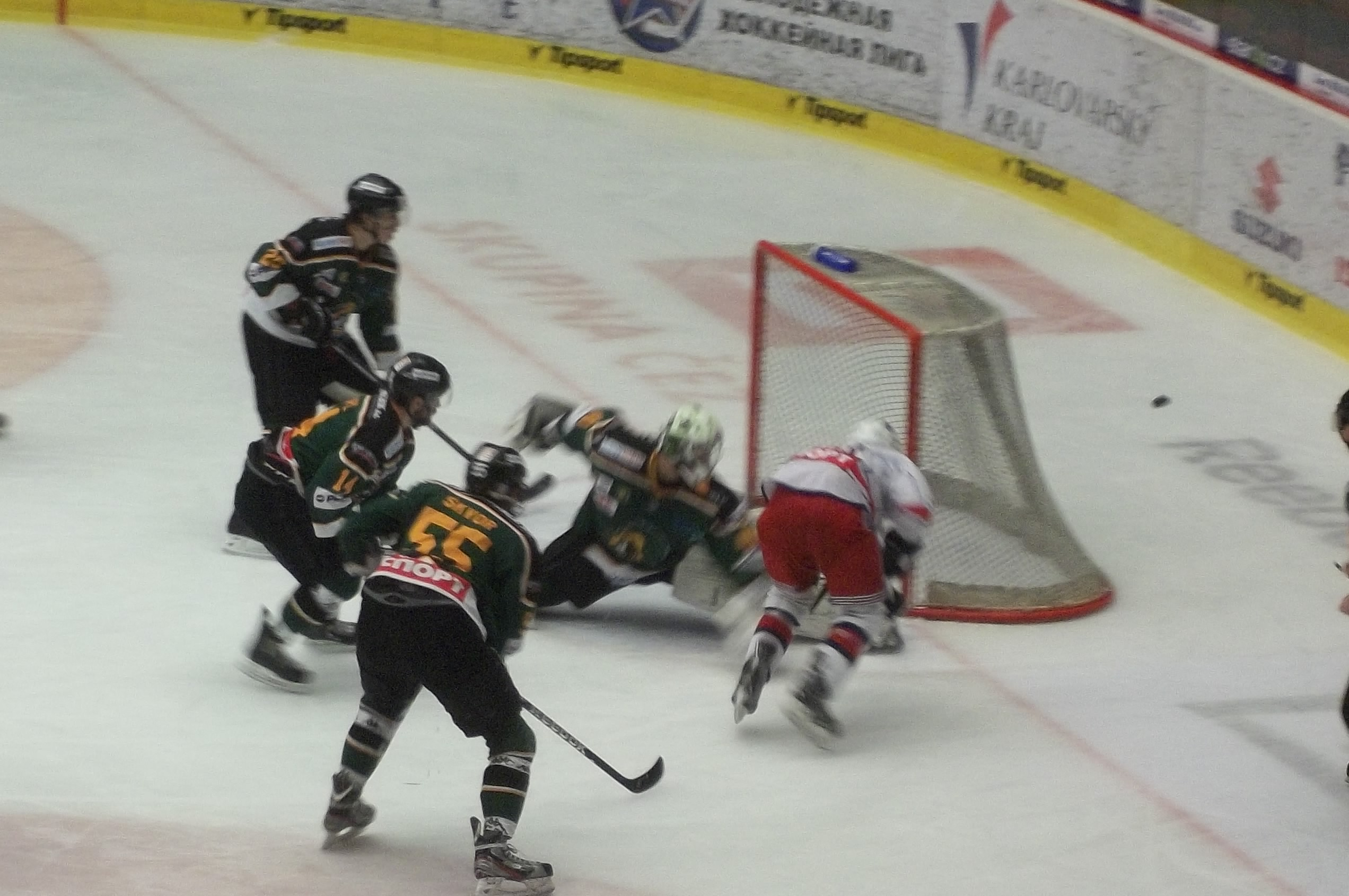
Z utkání MHL: HC Energie – Junosť Minsk v roce 2014

HC Energie Karlovy Vary – junioři (celým názvem: Hockey Club Energie Karlovy Vary – junioři) je juniorský hokejový tým HC Energie Karlovy Vary. Je vítězem Extraligy juniorů ze sezóny 2007/08. Od roku 2015 hraje tým juniorskou Extraligu, tedy nejvyšší českou juniorskou soutěž.
Tým užívá přezdívku Vlčí smečka, své domácí zápasy hraje v Mattoni Areně.

## Historie
Karlovarský hokejový oddíl vznikl při fotbalovém SK Slavia Karlovy Vary v roce 1932. Později byly založeny i mládežnické výběry. Na začátku 90. let 20. století byla mládež dokonce jedinou prioritou klubového vedení, místo kterého ale nastoupili noví lidé. Výsledkem byl vzestup týmu jak mezi dospělými, tak pro juniory.
V sezoně 2007/08 zvítězily Karlovy Vary poprvé v Extralize juniorů, ve finále pod vedením trenéra Mikuláše Antoníka porazily Zlín. Oporami týmu byli v té době Pavel Kuběna, Slovák Rastislav Dej, Vít Budínský, Tomáš Schmidt, Martin Rohan, Jan Tomeček, Tomáš Mistoler či Jakub Mareček.
O dva roky se dostal do juniorky Martin Frk a stal se jednou z jejích největších opor, když v sezoně 2009/10 zaznamenal 27 gólů a 28 přihrávek v 39 utkáních základní části juniorské extraligy. Jeho odchod do zámoří bez souhlasu klubu v létě 2010 způsobil velkou roztržku. Nakonec za něj klub získal po zásahu IIHF alespoň finanční kompenzaci.
V sezoně 2010/11 postoupily Karlovy Vary až do finále Extraligy juniorů a v něm prohrály 1:2 na zápasy se Znojmem po výsledcích 7:3, 0:8 a 2:7.
Od roku 2012 do ledna 2015 hrál MHL, což je juniorská soutěž Kontinentální hokejové ligy.
Od roku 2015 hraje tým opět Extraligu juniorů, tedy českou nejvyšší soutěž.

## MHL

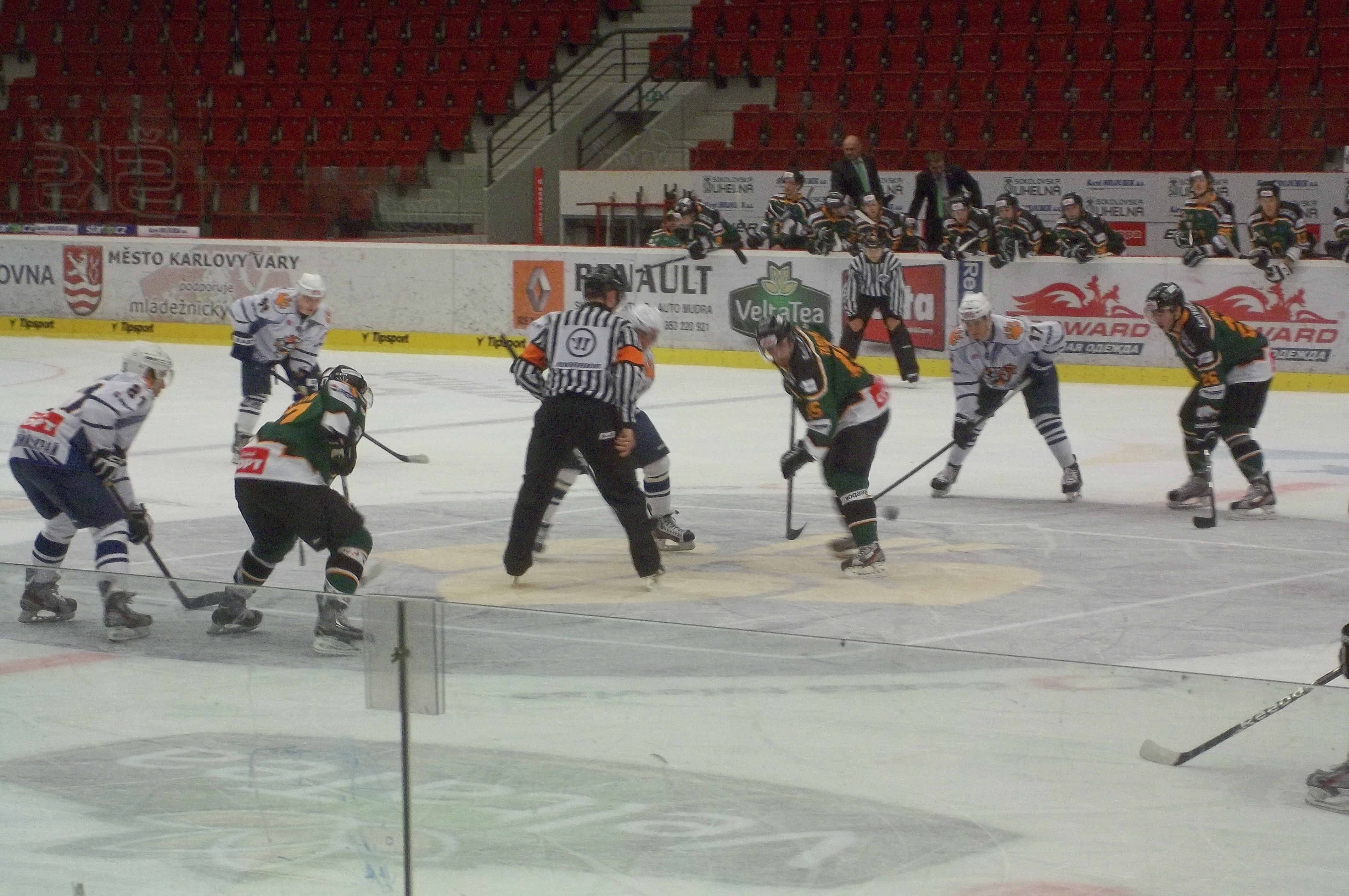
Vlčí smečka při buly

V začátku roku 2012 na základě dohody s Českým svazem ledního hokeje přihlásila Energie své juniory do MHL. Dohoda zaručila i to, že Energie zůstala v systému svazových akademií. Bylo to poprvé, kdy český hokejový juniorský klub začal hrát dlouhodobou mezinárodní soutěž. Odchovance doplnili zhruba z jedné třetiny posily z jiných klubů, dva hráči v kádru pocházeli ze Slovenska.
Energie se zapojila do západní konference soutěže, kde ale hrála také s Chabarovskem, vzdáleným téměř 8000 km. Svůj první zápas v MHL sehrály Karlovy Vary pod vedením trenéra Karla Mlejnka 2. září 2012 a porazily v něm Patriot Budapešť 4:1. Ze sedmého místa po základní části postoupily do play off, kde vypadly 2:3 na zápasy s týmem Spartaku Moskva, v jehož řadách nastoupilo osm hráčů se zkušenostmi z KHL. Vojtěch Tomeček v základní části zaznamenal 62 bodů za 28 gólů a 34 asistencí v 60 zápasech, Vladislav Habal byl s průměrem 2,12 branky na zápas pátým nejlepším gólmanem základní části.

Výsledky překonaly původní cíle Karlových Varů, jedna z opor týmu Marek Švec soutěž ohodnotil jako mnohem kvalitnější než extraligu juniorů, a to jak fyzicky, tak po individuální technické stránce.

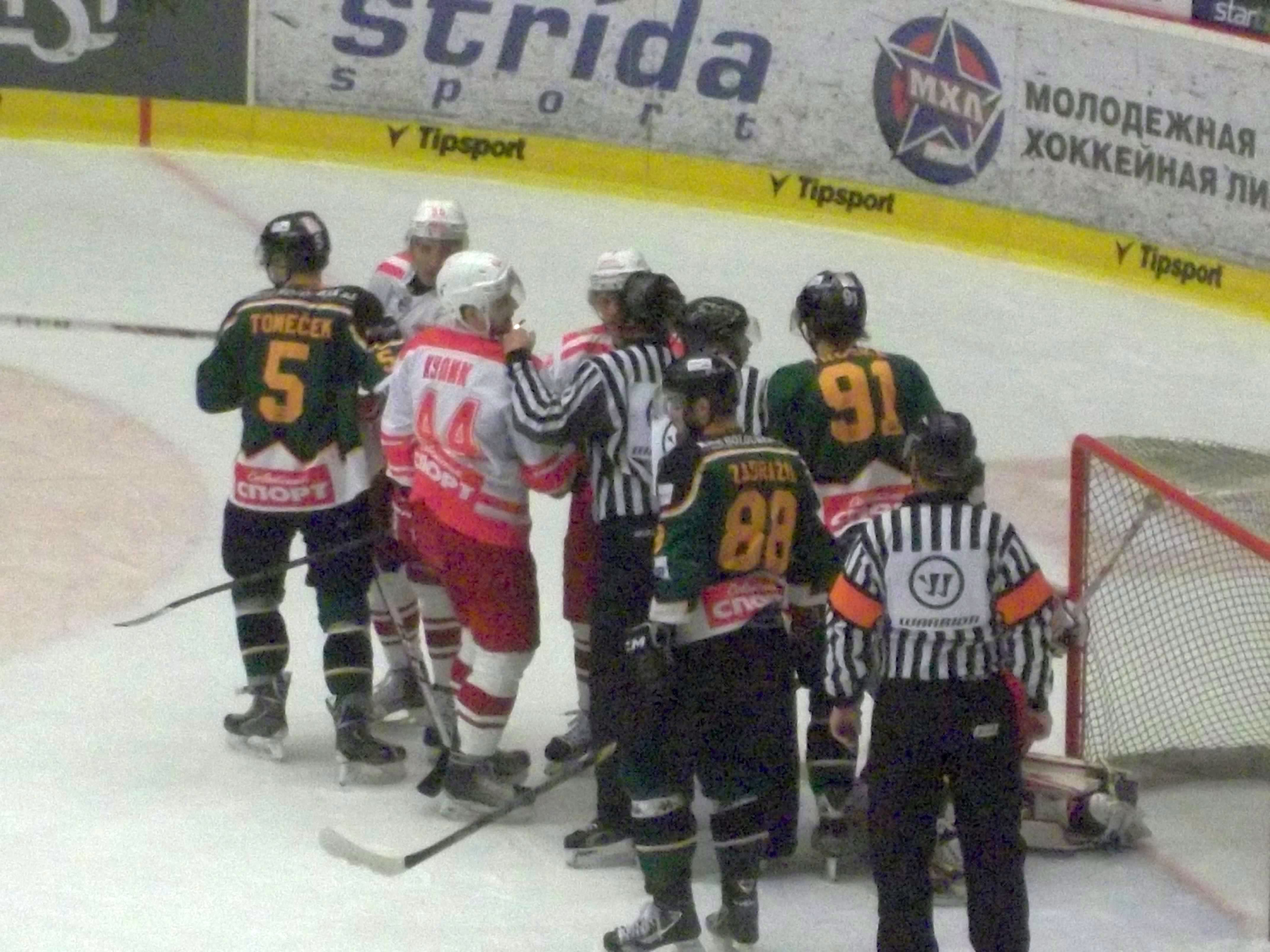
Play-off 2014: soupeř Spartak Moskva

Po dobrých zkušenostech z prvního vystoupení zůstala Energie v MHL i v další sezoně 2013/14. Trenér Karel Mlejnek na začátku roku přešel k týmu dospělých a družstvo převzal Solidními výkony, zejména vítěznou sérií v prosinci, si Vlčí smečka opět zajistila účast v play off. V něm se v prvním kole utkala s týmem Junosť Minsk. Běloruský soupeř vedl 2:0 na zápasy, ale Energii se podařilo sérii otočit a postoupit do druhého kola, tedy znovu jako loni mezi nejlepších šestnáct týmů. Tam narazila opět na celek Spartaku, s kterým vypadla 1:3 na zápasy. Trenér Spartaku Oleg Brataš nicméně označil Energii za „opravdu silné mužstvo“.
Ve třetí sezóně 2014/15 patřila Vlčí smečka k nejlepším týmům MHL, vyhrávala většinu zápasů v lize a jenom ve dvou případech se stalo že Vlčí smečka prohrála o víc než dva góly v kanadském bodování kralovali hráči Matěj Zadražil a Tomáš Harkabus v těsném závěsu byla i slovenská hvězda Dávid Gríger v obraně zase zářil Denis Šimek. I přesto že po reprezentační přestávce, na začátku ledna, byla energie na první místě tak do play-off nepostoupila, kvůli ukončení působení klubu v MHL. Klub hráčům na rychlo musel shánět nové angažmá, kluby z první ligy a slovenské extraligy Dukla Jihlava, SK Kadaň nebo i HK Poprad si služby hráčů Energie chválili Dávid Gríger se dokonce dostal až do reprezentačního týmu. Od sezóny 2015/16 budou hrát junioři HC Energie Karlovy Vary opět Extraliga juniorů.

## Konec v MHL
17. a 18. ledna 2015 neodehrála Vlčí smečka dvojzápasu v Minsku. Mužstvo v té době bylo druhé v Západní konferenci MHL. Obě utkání s Juností Minsk byla kontumována ve prospěch domácích, stejně jako následující zápas s dalším běloruským týmem z Babrujsku. Vedení klubu označilo za viníka neplnění dohod ze strany ruských partnerů, kteří se podíleli na financování účasti mužstva v MHL. Za svůj mládežnický tým se postavili i fanoušci při utkání extraligy dospělých proti Olomouci 18. ledna. O den později při vzájemném jednání obě strany – klub i vedení soutěže – naznačily své návrhy řešení a rozhodly, že konečné datum pro určení dalšího osudu Karlových Varů v MHL je pátek 23. ledna.
23. ledna pak klub definitivně ukončil účast svých juniorů v MHL. Klub ve svém prohlášení uvedl, že důvodem byly nesplněné finanční garance z ruské strany, zatímco dohody ze strany klubu i Českého svazu ledního hokeje byly splněny zcela. MHL potvrdila, že žádosti o odhlášení Energie ze soutěže vyhověla.

### Reakce fanoušků
Svůj nesouhlas s odstoupením Karlových Varů z MHL vyjádřili fanoušci 18. ledna při zápase s Olomoucí. V hledišti roztáhli transparent s nápisem „Nenechte padnout Vlčí smečku“.
Ještě viditelnější reakce následovala 5. února 2015, kdy při mezistátním utkání EHT Česko – Rusko v karlovarské KV Aréně vyvěsili fanoušci transparent s nápisem „Zabili jste vlčí smečku“ s ruským překladem. Zápas byl přenášen přímým televizním přenosem České televize i do Ruska.

## Návrat do extraligy
5.9 2015 se juniorský tým HC Energie Karlovy Vary vrátil do tuzemské juniorské soutěže, hlavními tahouni týmu se stali hráči se zkušenostmi z MHL, Jakub Frček, Patrik Michálek, Martin Weinhold a Ondřej Beránek.

## Známí hráči

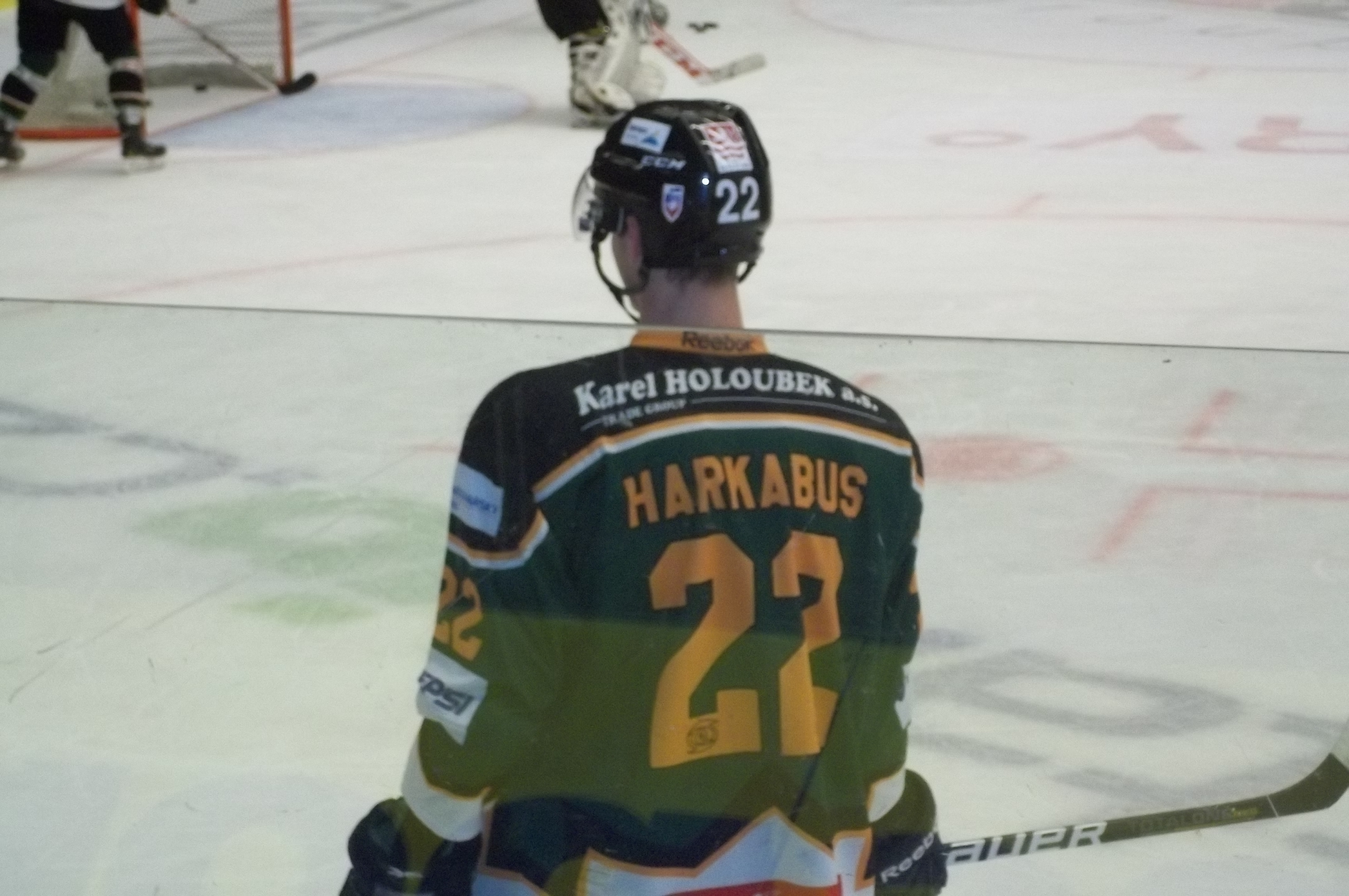
Tomáš Harkabus, jeden z lídrů produktivity MHL 2014/15

Vojtěch Tomeček, Jaromír Kverka, Jakub Flek, Vladislav Habal, Tomáš Dvořák, Sebastian Gorčík, Tomáš Kvapil, Michal Vacovec, Petr Koblasa Dávid Gríger, Matěj Zadražil a Tomáš Harkabus.

## Galerie

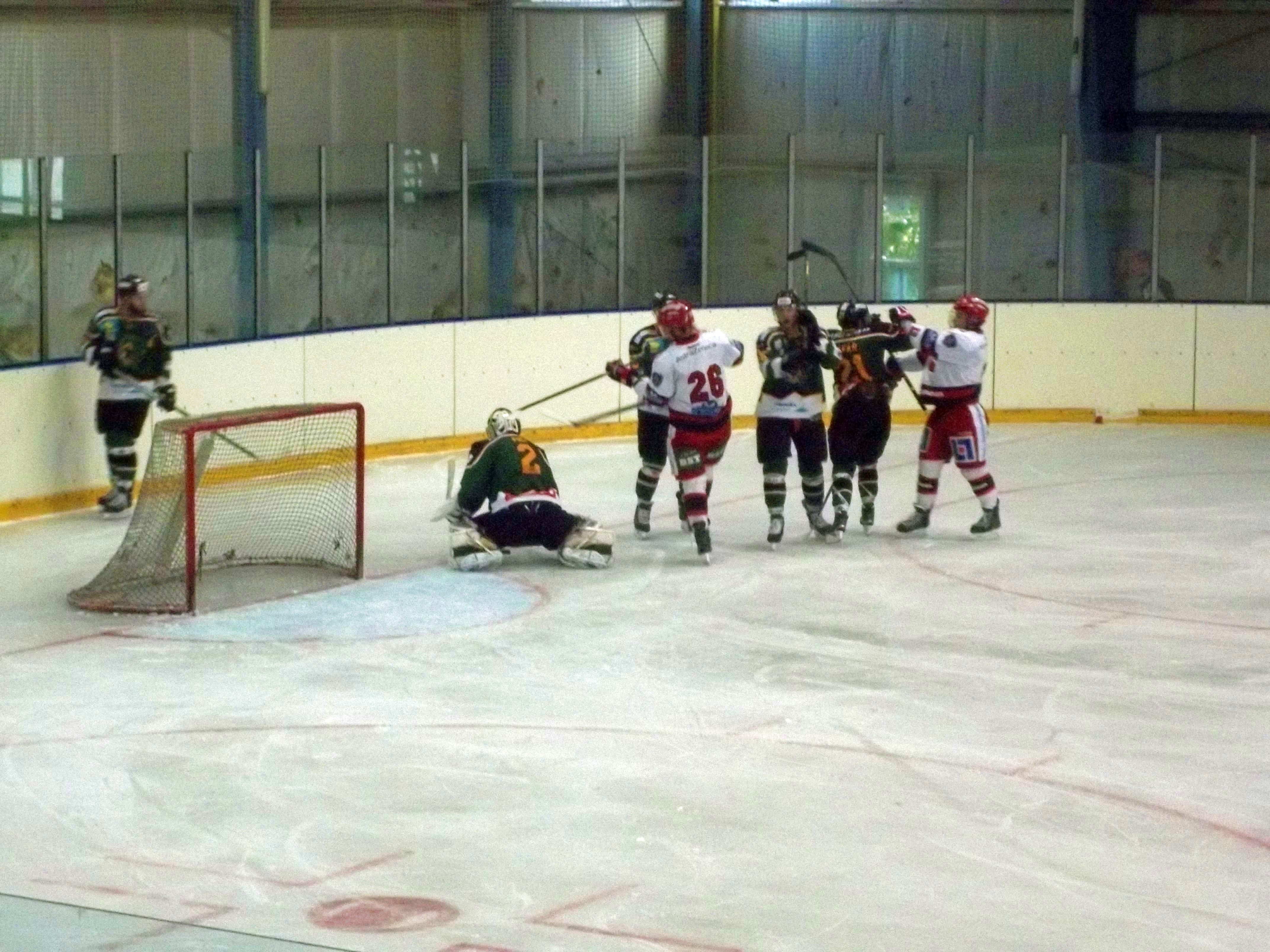
přátelský zápas se Södertälje SK v Neratovicích, srpen 2014
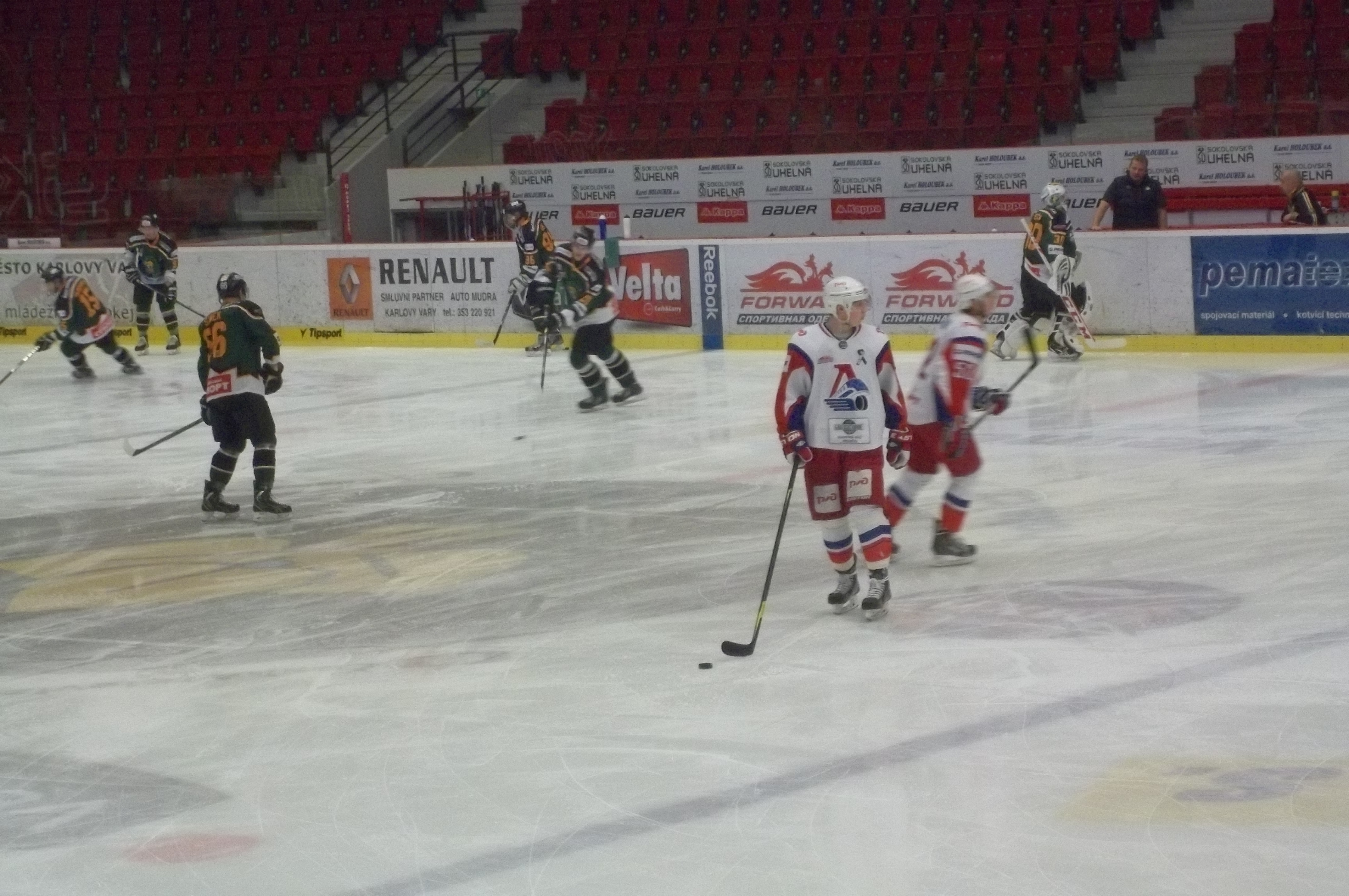
zápas s Lokomotivem Jaroslavl
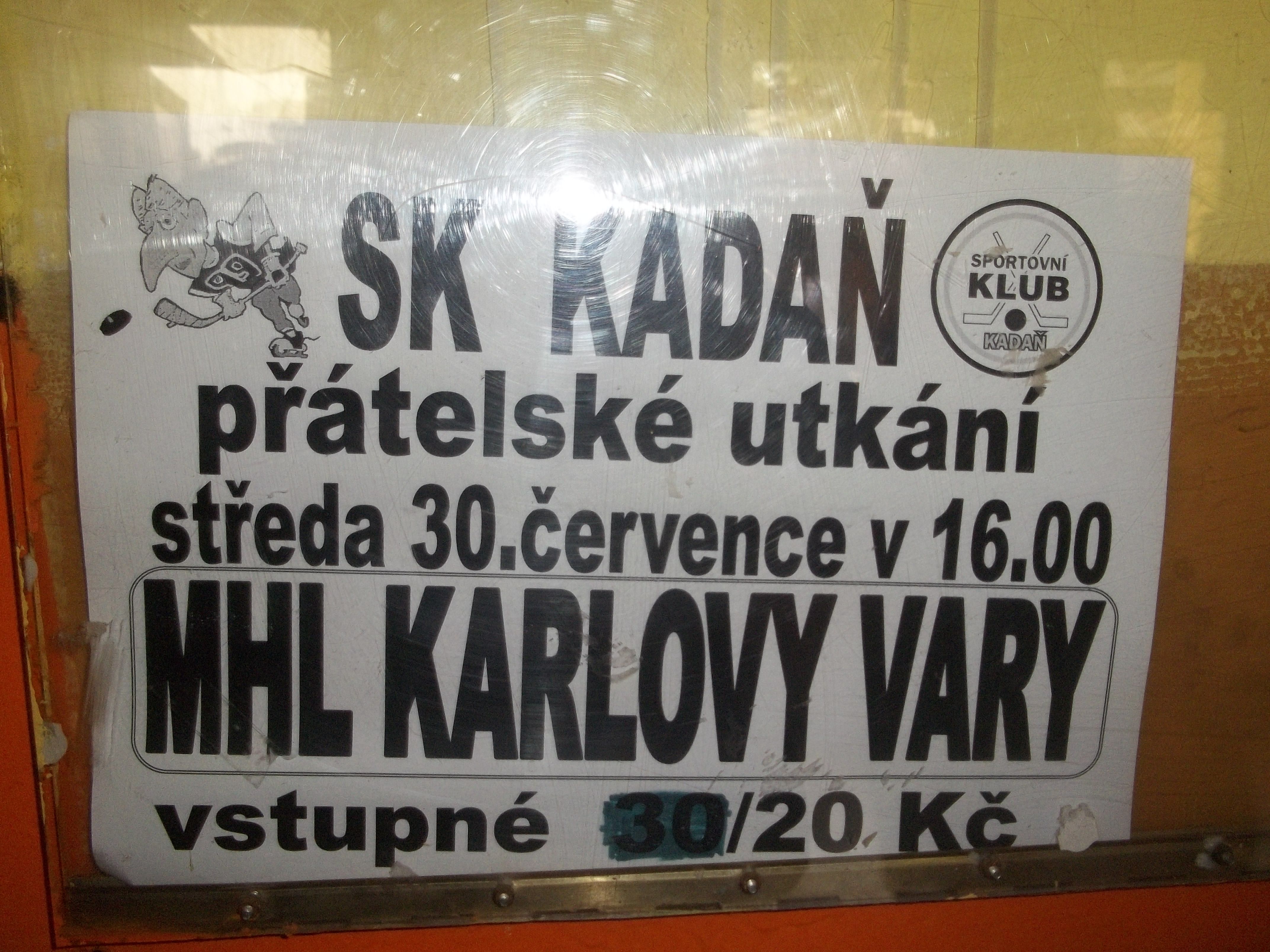
plakát na přípravný zápas v Kadani
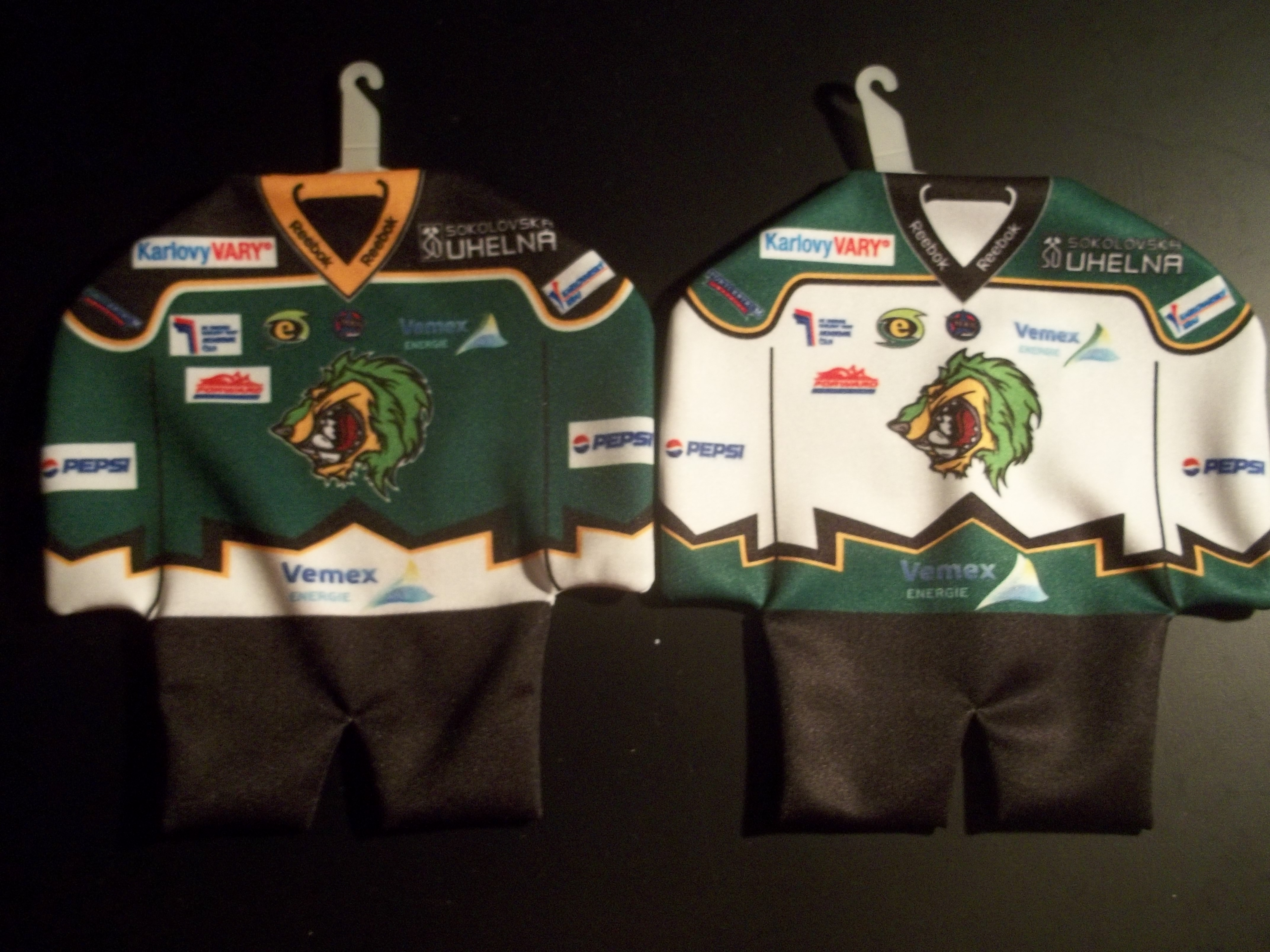
Domácí a venkovní sada dresů 2014/15
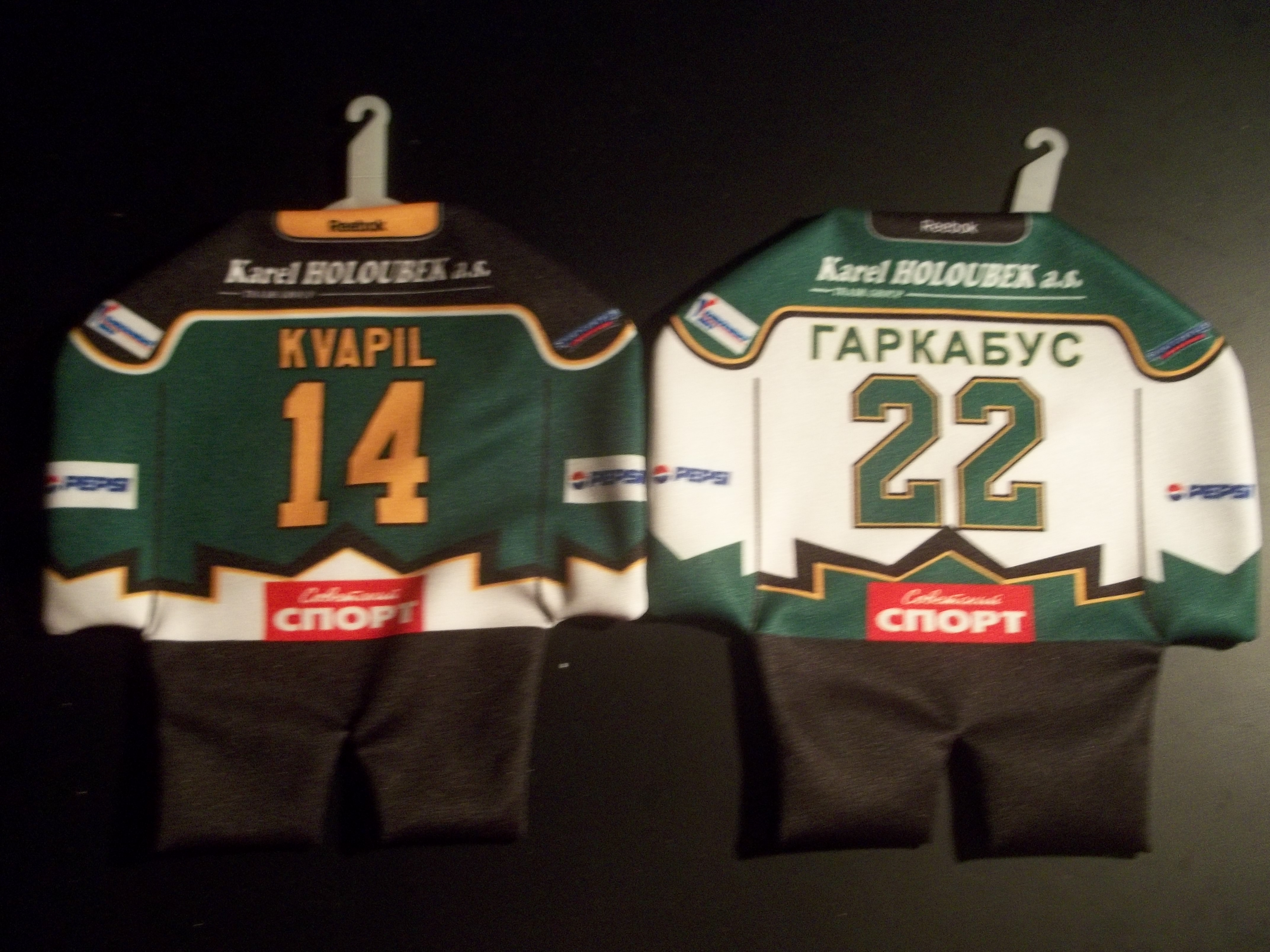
Domácí a venkovní sada dresů 2014/15